# Amomongo
Amomongo è una creatura scimmiesca appartenente al folklore filippino. L'etimo è probabilmente da ricercarsi nella lingua hiligaynon, in cui la parola Amó vuol significare "scimmia".
Descritto nei racconti dei nativi come un essere ricoperto di peluria bruna, con delle unghie affilate e molto lunghe, dalle fattezze umane e scimmiesche tali da renderlo un uomo scimmia.
I più scettici, soprattutto immigranti dal Sud-Est asiatico e nuove generazioni di filippini, credono sia solo una leggenda dovuta al fatto che nelle foreste inesplorate non è facile trovare scimmie molto feroci che attaccano l'uomo.
Gli abitanti di La Castellana e del Negros Occidental si rifanno ad alcuni racconti popolari narrando di una creatura scimmiesca selvaggia che vivrebbe nelle grotte del Monte Kanla-on.

## Fatti di cronaca
A supporto dell'esistenza di questa creatura v'è stata un'aggressione molto cruenta e feroce ai danni di due contadini nei pressi di una foresta in compagnia delle loro capre e pollame. La testimonianza è stata scioccante, i due uomini hanno asserito di essere stati attaccati proprio dall'Amomongo, che una volta contusi avrebbe preso il loro bestiame squartandolo per mangiarne le interiora.
L'aggressione avvenuta nella provincia di Visayas non è stata la prima. Per un breve periodo si ricorda infatti di un primate molto grosso e feroce non bene identificato che attaccò alcune fattorie facendo sparire il bestiame.
A Barangay Camalubalo, dopo l'uccisione di 126 papere nei cui cadaveri erano state trovate ferite laceranti e interiora mancanti, si era parlato di Amomongo. Allarme anche lanciato dalle autorità locali, che però al cessare delle uccisioni smentirono la versione iniziale sulla creatura avendo la prova tramite alcune autopsie che il misterioso predatore era un cane randagio.